# Andrei Ursache

a Compétitions nationales et continentales officielles uniquement.

b Matchs officiels uniquement.
Dernière mise à jour le 23 septembre 2023.
Andrei Ursache, né le 10 mai 1984, est un joueur roumain de rugby à XV qui évolue au poste de pilier. Il est le frère de Valentin Ursache.

## Biographie
Andrei Ursache débute le rugby sur le tard, à 22 ans. Initialement bûcheron, il suit les traces de son frère et découvre le rugby sur le tard, au CSU Arad (en). En 2010, il intègre le CSM Baia Mare, au moment où son frère quitte le club. Il est mis à disposition du Bucarest Rugby pour le challenge européen en 2011-2012.
En 2012, il devient international roumain, jouant pas moins de 8 matchs internationaux cette année-là. En 2012, il passe des tests aux Cardiff Blues, mais signe finalement à l'US Carcassonne, sur les conseils d'Ovidiu Tonita. Il passe alors un grand nombre de saisons au sein du club, finissant par devenir le capitaine de l'équipe.
En 2015, il participe à la Coupe du monde, disputant 4 rencontres.
En 2022, après 10 saisons à Carcassonne et plus de 200 matchs de Pro D2, il prend sa retraite. Il sort de sa retraite sportive un an plus tard, avec pour objectif de faire remonter l'USC en Pro D2. Malgré une fin de saison performante de l'USC en Nationale, l'aventure s'arrête aux portes de la finale après avoir été vaincu par le voisin du RC Narbonne.
En novembre 2024 Carcassonne démet de leurs fonctions Jean-Marc Aué et Éric Escribano. Andrei Ursache est provisoirement chargé d'entraîner les avants et plus spécifiquement la mêlée des jaunes et noirs.

## Statistiques

### En sélection
| Année | Compétition       | Matchs | Points | Essais | Transf. | Drops | Pénal. |
| ----- | ----------------- | ------ | ------ | ------ | ------- | ----- | ------ |
| 2012  | CEN D1 2010-2012  | 5      | 5      | 1      | -       | -     | -      |
| 2012  | Coupe des nations | 3      | -      | -      | -       | -     | -      |
| 2013  | CEN D1 2012-2014  | 3      | -      | -      | -       | -     | -      |
| 2014  | CEN D1 2012-2014  | 3      | -      | -      | -       | -     | -      |
| 2014  | Test              | 3      | -      | -      | -       | -     | -      |
| 2015  | CEN D1 2014-2016  | 2      | 5      | 1      | -       | -     | -      |
| 2015  | Coupe des nations | 2      | -      | -      | -       | -     | -      |
| 2015  | Test              | 1      | -      | -      | -       | -     | -      |
| 2015  | Coupe du monde    | 4      | -      | -      | -       | -     | -      |
| 2017  | REC               | 5      | 10     | 2      | -       | -     | -      |
| 2017  | Test              | 4      | -      | -      | -       | -     | -      |
| 2018  | REC               | 2      | -      | -      | -       | -     | -      |
| 2019  | REC               | 1      | -      | -      | -       | -     | -      |
| 2022  | REC               | 1      | -      | -      | -       | -     | -      |
| Total | Total             | 36     | 20     | 4      | -       | -     | -      |